# Süpplingenburg
Süpplingenburg est une municipalité allemande située dans le land de Basse-Saxe, dans l'arrondissement de Helmstedt. En 2014, elle comptait 642 habitants.

## Crédit d'auteurs
- (de) Cet article est partiellement ou en totalité issu de l’article de Wikipédia en allemand intitulé « Süpplingenburg » (voir la liste des auteurs).